# Iduna
Az Iduna északi germán eredetű női név, mely az örök ifjúság istennőjének a nevéből származik.

## Gyakorisága
Az 1990-es években az Iduna szórványos név, a 2000-es években nem szerepel a 100 leggyakoribb női név között.

## Névnapok
- május 5.[2]
- május 6.[2]
- május 8.[2]